# 23rd Street (stacja metra na Eighth Avenue Line)
23rd Street – stacja metra nowojorskiego, na linii A, C i E. Znajduje się w dzielnicy Manhattan, w Nowym Jorku i zlokalizowana jest pomiędzy stacjami 34th Street – Penn Station i 14th Street – Eighth Avenue. Została otwarta 10 września 1932.